# János Starker

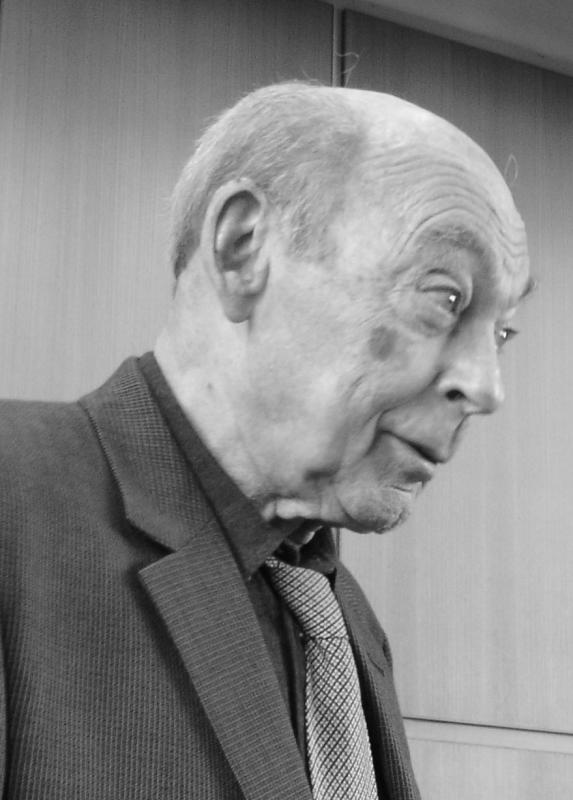
János Starker, 2009

János Starker (* 5. Juli 1924 in Budapest, Ungarn; † 28. April 2013 in Bloomington, Indiana, USA) war ein US-amerikanischer Cellist und Musikpädagoge ungarischer Herkunft. Er gilt neben Pau Casals, Emanuel Feuermann, Paul Tortelier und Mstislaw Rostropowitsch als einer der bedeutendsten Cellovirtuosen des 20. Jahrhunderts.

## Leben
Starker, der in einer musikalischen Familie aufwuchs, trat zunächst als Wunderkind auf. Mit elf Jahren wurde er an der Franz-Liszt-Musikakademie aufgenommen, im Alter von zwölf Jahren unterrichtete er bereits fünf Schüler.
Die Judenverfolgung in Ungarn im Zweiten Weltkrieg überlebte Starker durch die Hilfe des schwedischen Dozenten Valdemar Langlet, während seine zwei älteren Brüder, beide begabte Violinisten, als jüdische Zwangsarbeiter eingezogen wurden und umkamen. Starker war staatenlos und wanderte 1948 in die Vereinigten Staaten aus, wo er von Antal Doráti und Fritz Reiner gefördert wurde. Es folgte eine glänzende Karriere, von der zahlreiche Aufnahmen und Grammy-Auszeichnungen zeugen. 1999 wurde er in die American Academy of Arts and Sciences gewählt. Seit 2001 war Starker nur noch als Lehrer an der Jacobs School of Music tätig.
Von 1950 bis 1965 spielte er auf dem Stradivari-Cello „Lord Aylesford“ und besaß danach ein Gofriller-Cello. Starker war Mitglied des Klaviertrios seiner häufigen Konzert- und Aufnahmepartner Josef Suk und Julius Katchen.